# Coleophora plusiella
Coleophora plusiella é uma espécie de mariposa do gênero Coleophora pertencente à família Coleophoridae.